# Modélisme aérien
Le modélisme aérien, ou aéromodélisme, est une forme de modélisme qui s'est développée en symbiose avec l'aviation dont il s'efforce de reproduire le vol, la technique de pilotage, par des modèles spécifiques et l'aspect par des modèles à échelle réduite du réel.
Les dimensions des modèles peuvent beaucoup varier, de 10 cm à plusieurs mètres d'envergure, la masse variant de quelques grammes à 150 kg. Les modèles volants regroupent aussi bien des « avions cacahuète » de vol-libre pour le vol en intérieur que des maquettes radiocommandées de Concorde ou d'Airbus.
On peut distinguer deux formes principales de modélisme : le modélisme statique et le modélisme volant.

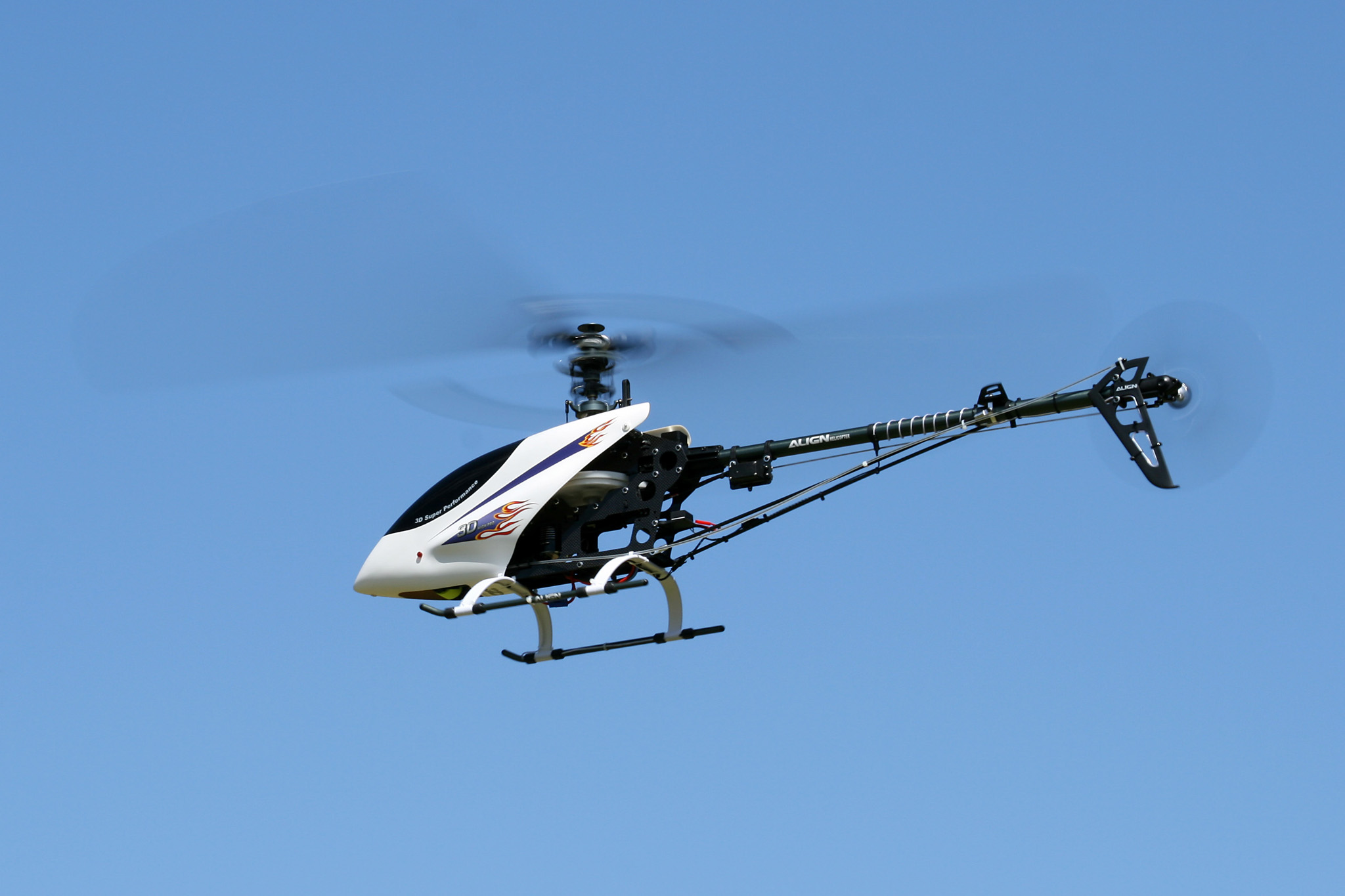
Hélicoptère radiocommandé T-Rex 600 (Align RC).

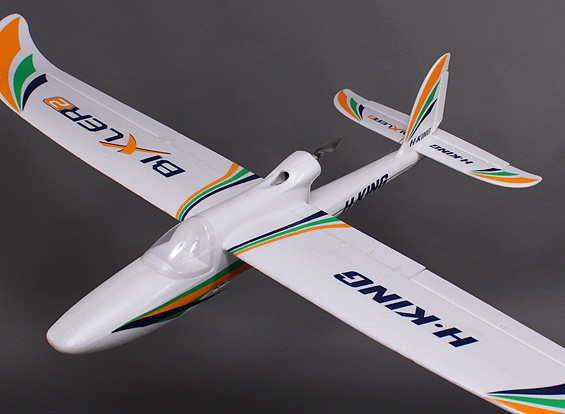
Le Bixler 2.0 de Hobbyking.

## Modélisme statique

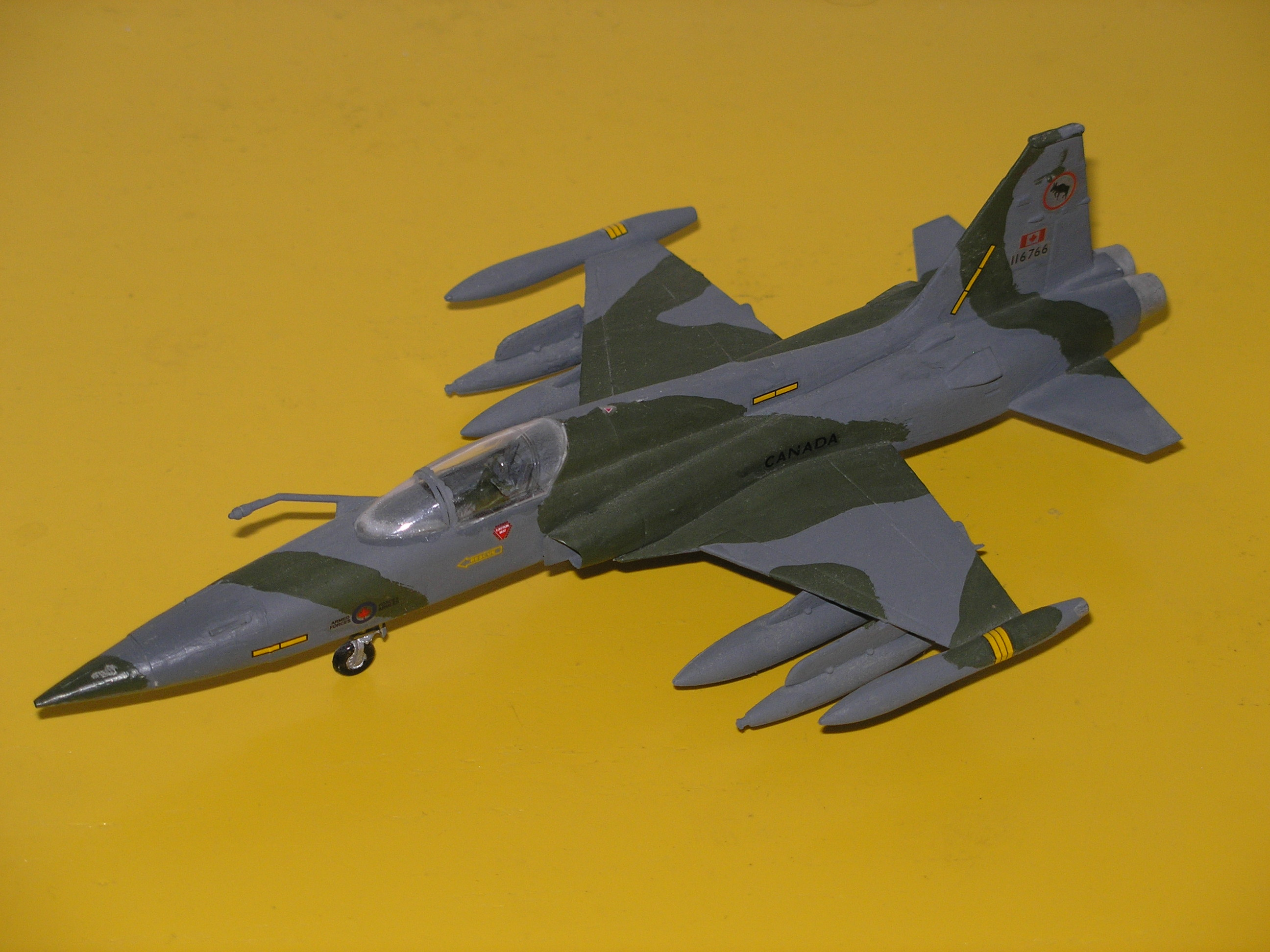
Modèle réduit en plastique de F-5.

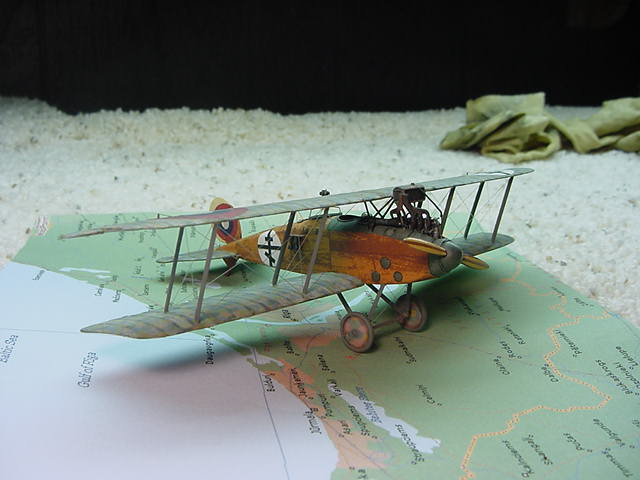
Modèle réduit en bois d'un biplan de la Première Guerre mondiale.

Comme dans les autres modélismes, la réalisation de maquettes pour le seul plaisir des yeux est très développée. C'est dans le domaine de l'aéronautique que la maquette en plastique s'est généralisée avec un niveau de détail de plus en plus poussé et une normalisation de fait des échelles utilisées. Les grandes marques sont bien connues comme Airfix, Heller, Monogram, Revell, etc.
Pour ce type de modèles, différents matériaux peuvent être employés : bois, résine, métal prédécoupé mais aussi papier ou carton. Le modèle d'avion a toujours été un sujet de prédilection pour la maquette en carton.
Le modélisme à base de kits prêts à monter et décorer est souvent une étape vers les modèles volants, ou bien vers des maquettes d'exposition, voire de concours. Dans ce dernier cas, les modèles sont généralement statiques :
- pour se dispenser des contraintes de construction d'une machine volante ;
- pour permettre une réalisation la plus fidèle possible à son original ;
- pour ne pas prendre de risque d'accident de vol.

## Modèles volants

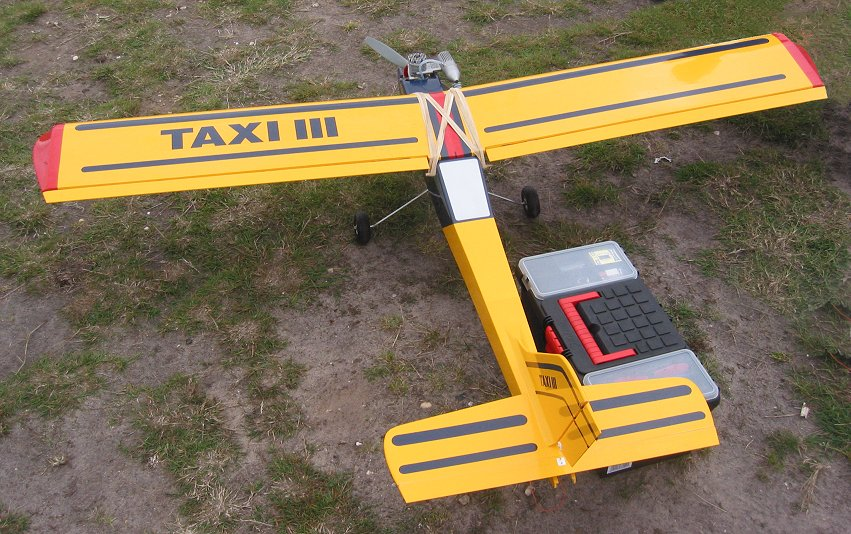
Avion radiocommandé à moteur thermique.

Les modèles réduits d'aéronefs peuvent être des maquettes — ou des semi-maquettes simplifiées, avec des proportions souvent modifiées par rapport au réel — ou le plus souvent en fait des modèles spécifiques, différents du réel.
Malgré la différence de taille, les premiers efforts des modélistes ont été très proches de ceux des pionniers de l'aviation et l'on rencontre toutes les tailles de modèles dont certains sont très proches, par les dimensions, des drones rencontrés dans les armées modernes.
On rencontre aussi bien des appareils à moteur, (avions ou hélicoptères) que des planeurs.

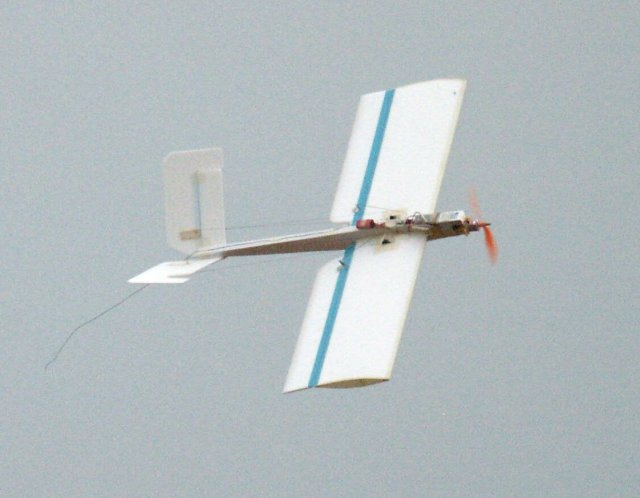
Avion radio commandé à moteur électrique.

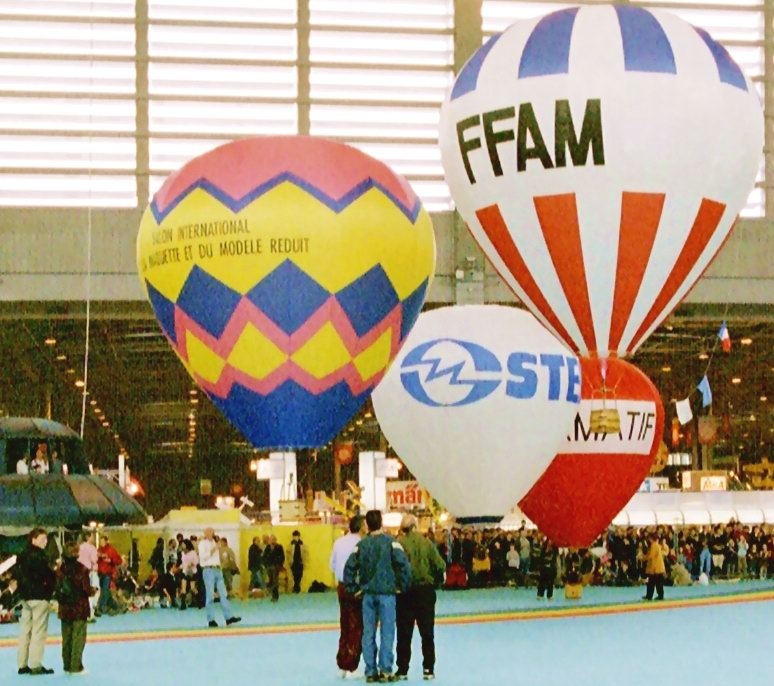
Montgolfières.

- Les avions radiocommandés sont commandés par des radios au minimum à 3 voies (profondeur, ailerons et gaz ou bien profondeur, dérive et gaz). Le standard est une radio à quatre voies, commandant la profondeur, les ailerons, la dérive et les gaz. Des modèles plus sophistiqués ont en plus des volets et un train rentrant. Le moteur à explosion était le standard ; le moteur électrique permet de motoriser les modèles moins lourds.

Des petits modèles conçus pour le vol en espace fermé, appelé aussi vol indoor, effectué par exemple dans un gymnase, font appel aux moteurs dits « caoutchouc » ou à des tout petits moteurs électriques légers et performants.
Il existe des modèles d'avions de vol circulaire qui sont reliés par câbles soit au pilote, soit à un plot autour duquel ils peuvent tourner à des vitesses extrêmement importantes.
- Les hélicoptères radiocommandés sont des machines très techniques dont le pilotage présente des possibilités intéressantes (vol vertical, vol stationnaire, vol dérapé, marche arrière). Cet intérêt est souvent alimenté par la plus grande difficulté pour piloter ce type d'appareils, moins stables que les avions radiocommandés à moteur ou les planeur radiocommandés.
- Les petits planeurs les plus simples (d'initiation) dits « deux axes » sont équipés de radios deux voies, commandant la profondeur pour le tangage et la dérive pour obtenir du roulis induit. Les planeurs plus grands sont équipés d'ailerons « comme les vrais ». Les planeurs volent sans moteur en utilisant le vent pour voler : les vélivoles pratiquent le vol thermique qui utilise les courants chauds ascendants qui se rencontrent facilement en plaine par beau temps ou le vol de pente qui utilise les courants ascendants produits par un vent continu s'appuyant sur une pente soit en montagne soit en terrain fortement vallonné.
- Les motoplaneurs sont des planeurs qui peuvent recevoir une motorisation d'appoint pour éviter de devoir être tractés par un modèle d'avion radiocommandé les jours où le vent est insuffisant.
- Enfin, les plus légers que l'air sont aussi représentés, entre autres choses à cause du plaisir associé à une activité très calme et très discrète sur le plan sonore (comme les planeurs radiocommandés) et très peu coûteuse ; une montgolfière ne demande qu'un peu de papier crépon et une source de chaleur comme un réchaud de camping. Généralement non pilotée, la montgolfière peut être transportée à des distances considérables de plusieurs dizaines de kilomètres qui n'ont rien d'inhabituel quand le temps s'y prête.

Discipline reine avant l'apparition des radiocommandes permettant le pilotage à distance des modèles réduits d'avions, le vol libre, pratique qui consiste à effectuer des vols de durée sans assistance extérieure de pilotage pendant le vol perdure de nos jours.
Organisée en catégories internationales et pratiquée en extérieur ou en intérieur (indoor), le vol libre est une discipline pointue, les modélistes étant en perpétuelle recherche de la performance.

## Techniques

### Matériaux employés
- Les bois (bouleau, balsa, samba, contreplaqué de bouleau ou d'okoumé, pin, etc.), sont utilisés pour les fuselages et les ailes, les bois les plus légers étant préférés aux bois comme le pin utilisés pour les structures plus sollicitées. On trouve différents contreplaqués avec des nombres de plis (couches croisées) variables ; plus il y a de plis pour une épaisseur donnée, plus le matériau est résistant. Les machines de découpe laser modernes permettent d'utiliser des services de découpage pour faire des modèles d'avions et d'hélicoptères entièrement personnalisés.
- Les métaux (acier, aluminium) se retrouvent dans la visserie, les barres, tubes, bielles de commandes demandant de la rigidité, voire pour la construction de l'avion lui-même.
- Les résines sont utilisées comme colles structurelles, seules ou avec des tissus de fibres synthétiques, pour la construction de la cellule, comme enduits de finition (résine allégée), ou comme enduits pour l'entoilage des structures (enduit nitro-cellulosique).
- Les polystyrènes sont utilisés pour certaines constructions plus lourdes mais plus rapides d'ailes.
- Les cartons et papiers divers sont aussi utilisés.
- Les tissus et films d'entoilage, qui ont la particularité de se rétracter à la chaleur. On les utilise pour recouvrir les fuselages ou pour recouvrir les ailes en « structure » (composées de longerons et de nervures). Ces films (plastiques) sont colorés et servent en même temps à la décoration des modèles.
- Les matériaux composites : fibres de verre, de kevlar ou de carbone liées par des résines polyester ou époxy sont aussi couramment utilisés pour les fuselages et les ailes des avions et planeurs de compétition.
- Le depron est de plus en plus répandu et permet une construction peu onéreuse.
- Le polypropylène expansé est de plus en plus utilisé pour la réalisation de modèles de petite à moyenne taille, pour réaliser des modèles de planeurs ou d'avions électriques très résistants au choc, pour l'apprentissage ou le vol de pente de combat.

### Motorisations

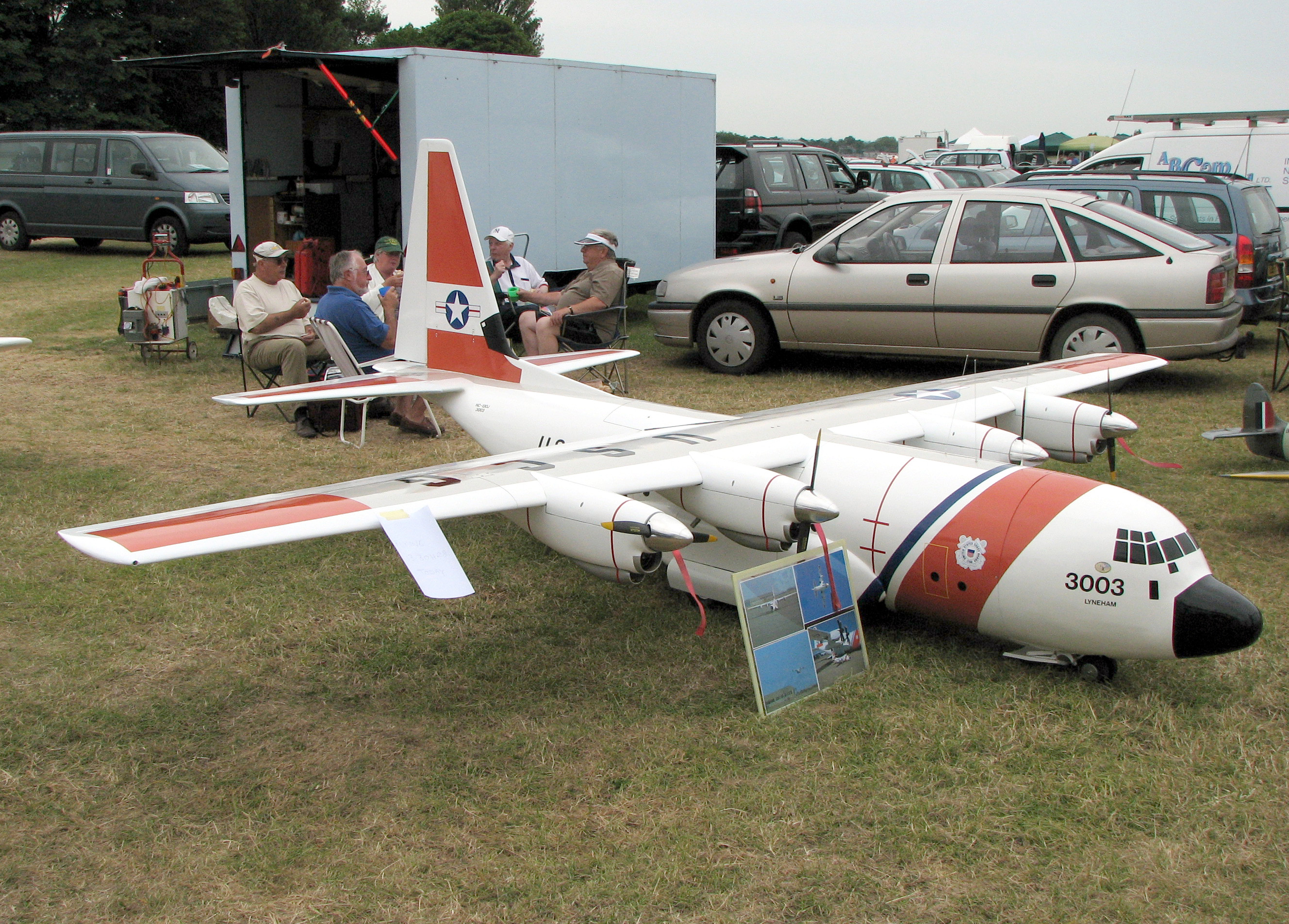
Maquette d'avion avec quatre moteurs à combustion interne, de type « petit gros ».

- Les moteurs caoutchouc fonctionnent à l'aide de longs élastiques enroulés, dont le déroulage entraîne l'hélice.
- Les moteurs à air comprimé, utilisés surtout en vol libre, ne sont que très peu utilisés dans les autres catégories du modélisme aérien.
- Les sandows, treuils et des avions radiocommandés remorqueurs, sont utilisés pour lancer les planeurs radiocommandés.
- Les moteurs à combustion interne (généralement des monocylindres 2 temps), assez bruyants, utilisent comme carburant un mélange de méthanol et d'huile de ricin ou d'huile synthétique. Après une mainmise des moteurs 2 temps, des moteurs à 4 temps ont été développés dans le but de réduire les contraintes de bruit. L'allumage à « bougie incandescente » (glow plug) est concurrencé par la miniaturisation de l'électronique et des accus qui rendent possible l'utilisation de moteurs a essence avec allumage par bougie à étincelle, plus fiables et moins onéreux à l'usage. Certains de ces moteurs peuvent être à eux seuls des maquettes remarquables (moteurs en étoile, multicylindres en ligne ou en V).
- Les moteurs électriques, longtemps limités par leur poids et celui des accus, sont venus concurrencer très fortement les moteurs à explosion grâce à l'arrivée des moteurs brushless « ou sans balais » aux rendements élevés couplés à un poids modéré et surtout aux progrès des accumulateurs de type NiMH et Li-Po. Certains modèles ont également des panneaux solaires photovoltaïques, pour augmenter l'autonomie mais à titre de démonstration seulement, du fait du faible rendement des cellules solaires.
- Les turbines sont entraînées par des moteurs électriques ou à combustion interne.
- Les pulsoréacteurs sont rares car bruyants et surtout difficiles à mettre en œuvre (pas de réglage de puissance). Ils sont souvent utilisés en démonstration du fait de leur côté très spectaculaire.
- Les moteurs à réaction sont des pièces de luxe (minimum 2 000 euros) et restent complexes à mettre en œuvre.

### Électronique

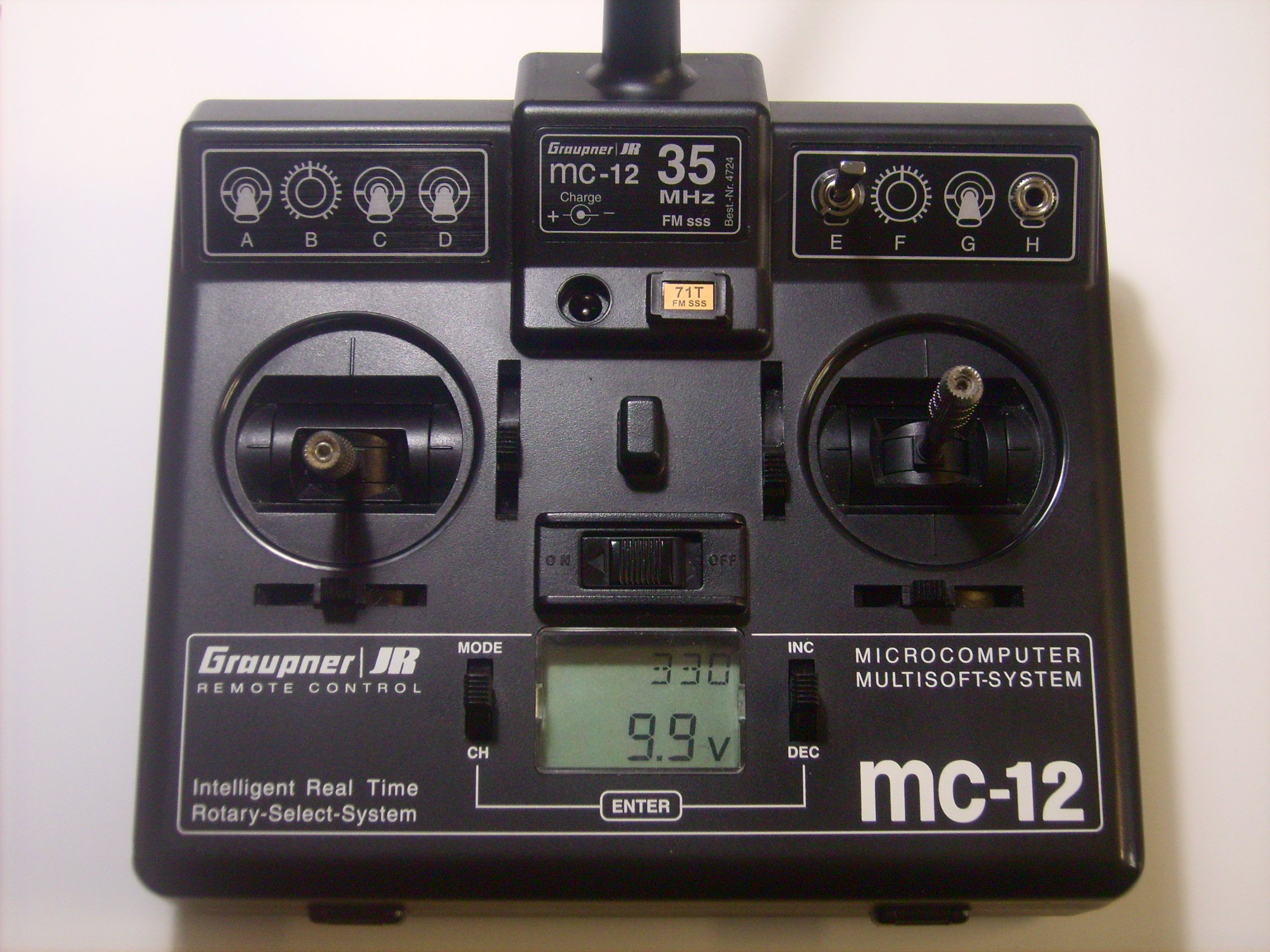
Télécommande d'aéromodélisme à 7 voies.

- Les radiocommandes servent à contrôler les modèles à distance, et sont principalement catégorisées par le nombre de « voies », qui est le nombre de servomoteurs pouvant être actionnés. Elles comportent généralement 4 voies pour un avion : gouverne de tangage (profondeur), gouverne de roulis (ailerons), gouverne de lacet (direction), régime du moteur, mais peuvent permettre la commande d'autres fonctions comme le train rentrant, les volets de courbure, les aéro-freins , etc. Certaines télécommandes se rapprochant des ordinateurs offrent des fonctions très perfectionnées (fonctionnant même sous Windows) et avec des modules d'émission à synthèse de fréquence ce qui signifie que toutes les fréquences sont utilisables sans quartz pour l'émetteur comme pour le récepteur[1].

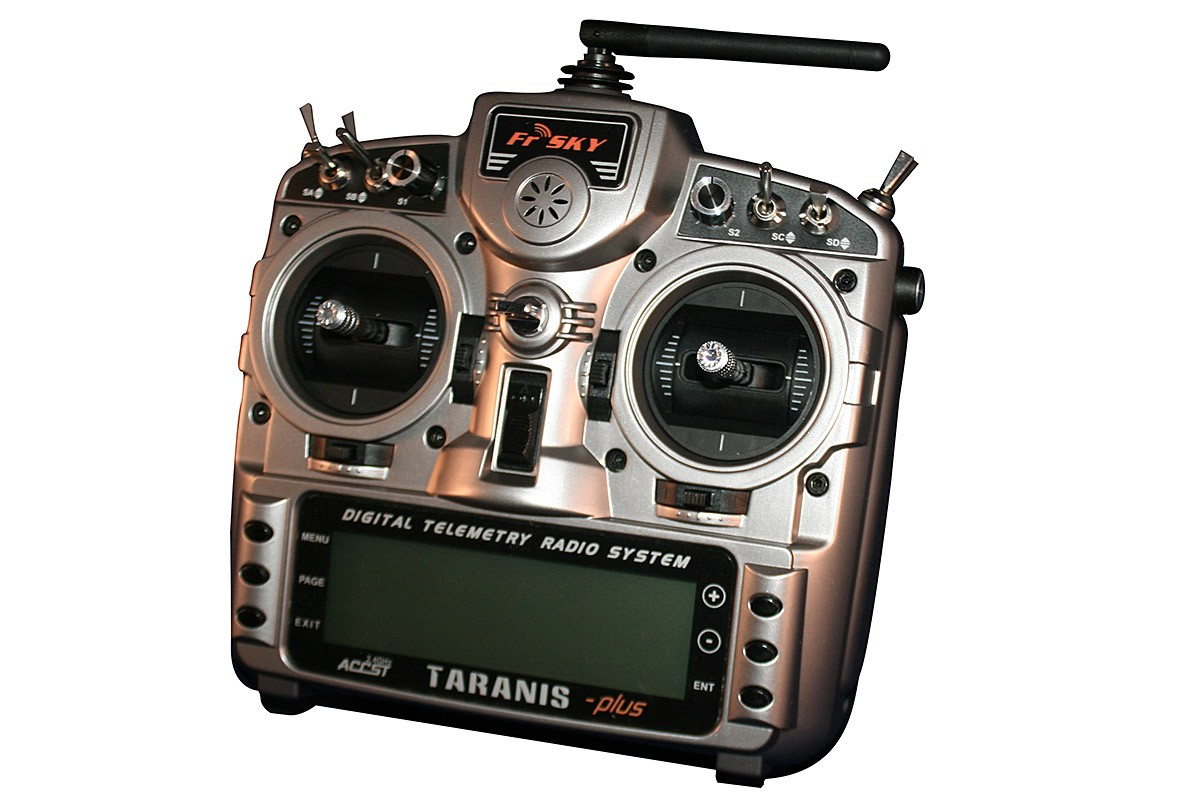
Radio FrSky Taranis X9D+.

Encore plus fiable que la synthèse de fréquence, la technologie 2,4 GHz sélectionne automatiquement une fréquence libre, offre une fiabilité extrême sur plus de 1 km de rayon et tend à se généraliser.
- Les récepteurs, montés dans les avions radiocommandés, reçoivent les ordres de commande venant de l'émetteur (la télécommande) et distribuent ces ordres aux servomoteurs.
- Les servomoteurs, souvent appelés « servos », sont des moteurs électriques asservis fortement démultipliés entraînant les gouvernes à l'aide de tiges semi-souples, de bielles ou de câbles. Leurs tailles, poids et puissances varient selon leur fonction et la taille du modèle.

Il en existe qui fonctionnent en commande numérique et non plus en analogique (gain de précision et de réactivité).
- Les accumulateurs servent à alimenter l'électronique d'un avion, voire le moteur. Plusieurs types d'accumulateurs existent mais ceux au lithium-ion ont un meilleur rapport énergie/poids.
- Divers circuits électroniques sont construits et utilisés au gré des besoins. Ils peuvent servir pour l'illumination de modèles volants, le lancement de parachutes, des bruitages, etc.

## Principales disciplines
Les modèles sont des avions, planeurs ou hélicoptères dont la taille peut être très réduite (micro-aviation).

### Avions

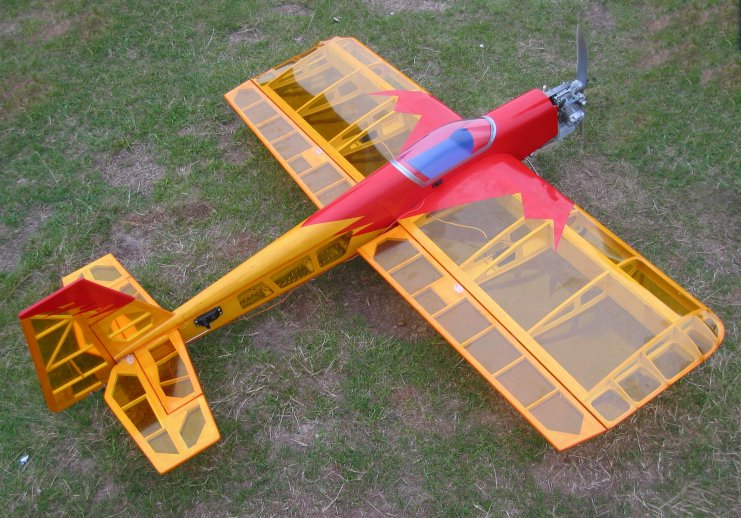
Avion radiocommandé.

- Le vol libre, maquette et durée (F4X et F1X) consiste à faire voler un modèle sans assistance de guidage, avec des modes de motorisation/propulsion variés : le moteur caoutchouc, le CO2, l'air comprimé, les moteurs thermiques.
- Voltige (F3A)
- Voltige Grands Modèles (F3M)
- Voltige électrique (F5A)
- Maquette (F4C)
- Petits gros (VGM)
- Les trainer ou avions d’entraînement avec généralement les ailes au-dessus du fuselage

Le Français Christophe Paysant-Leroux est le champion du monde de voltige avion depuis 1999.
Une société belge, ZN Line et une société française, PL.F Concept (anciennement PL Prod) équipent les deux tiers des meilleurs pilotes mondiaux pour la « voltige avion » (F3A).

### Planeurs
- Vol thermique (F3B)
- Vol thermique de durée (F3J)
- Vol de pente (F3F)
- Planeur « lancé-main » (F3K)

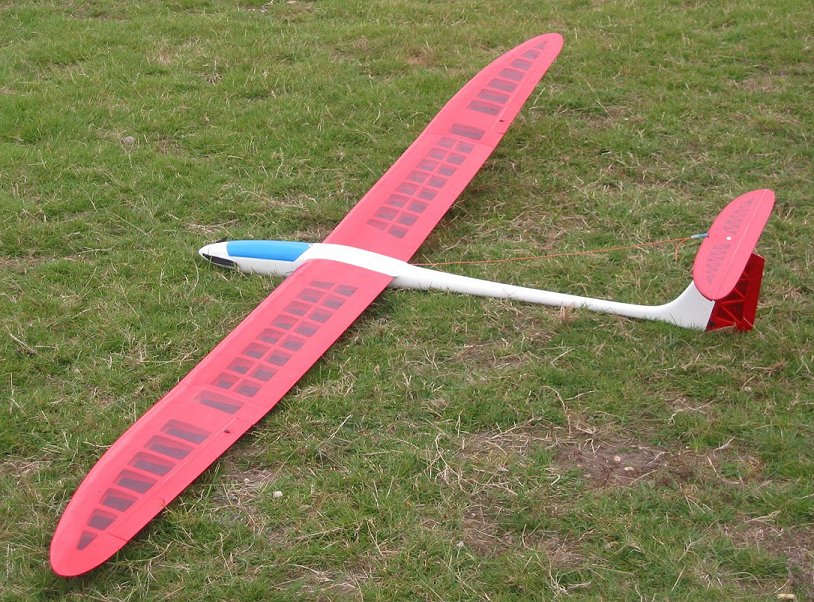
Planeur radiocommandé.

- Planeur remorqué, épreuves de durée et de vitesse (F3Q)
- Planeurs maquettes

### Hélicoptères

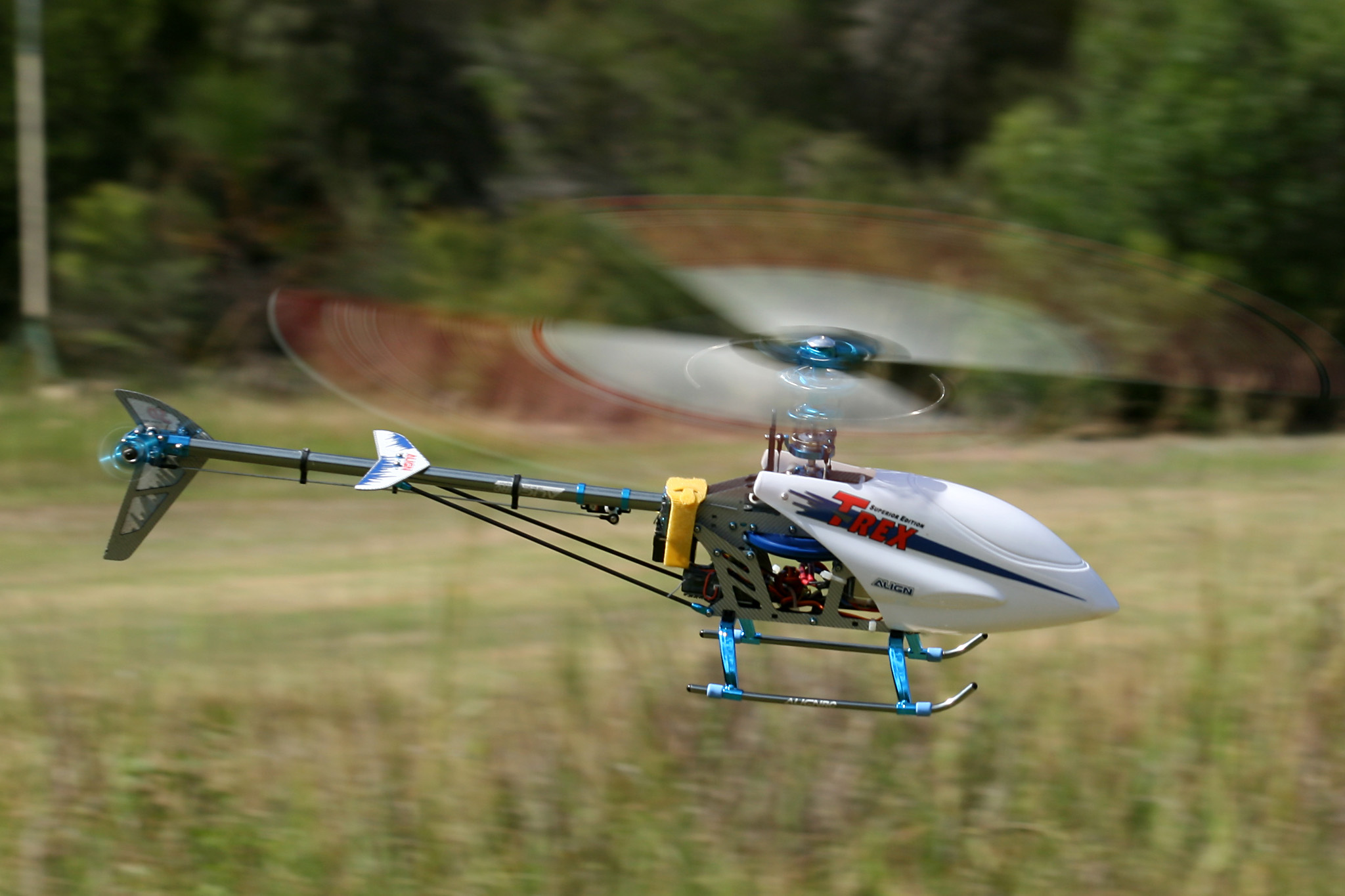
Hélicoptère radiocommandé.

- Voltige (F3C)
- Freestyle (F3N)
- Hélicoptères électriques (F5C)

### Micro-modélisme et vol Indoor
Le micro-modélisme ou micro-aviation autorise le vol Indoor : des modèles suffisamment petits pour évoluer dans un espace fermé comme un gymnase, voire dans un appartement (ce qui a fait le succès des hélicoptères). Le défi technique de la micro-aviation réside dans la miniaturisation des surfaces portantes et du système de propulsion.
Ces modèles d'ingénierie peuvent ne pas peser plus de quelques grammes et mesurer moins de 20 cm de long. Ces micro-avions ont des charges alaires très faibles. À cause de l'effet d'échelle, quand la taille diminue, la masse diminue (au cube de l'échelle) plus vite que la surface (au carré de l'échelle).
Les micro-modèles sont propulsés par un moteur caoutchouc ou par un moteur électrique. Le vol indoor s'est développé grâce aux avancées technologiques en matière de miniaturisation (électronique, moteurs, batteries).

#### Avions radiocommandés indoor
Il existe des avions indoor destinés à exécuter toutes les figures de voltige. Ils sont de poids très faible grâce notamment au depron et à l'utilisation de micro-moteurs brushless à haut rendement :
- Le Stubenfliege ;
- Le Tweety Torque (aussi outdoor par temps calme) ;
- Le Q-Sky, qui est le premier avion indoor du monde à pouvoir décoller du sol sans être lancé ;
- Le Polyclub, bon en extérieur mais plus délicat en indoor de par sa vitesse élevée ;
- Le Morback 3D, capable de toutes les figures dans un espace restreint.

#### Hélicoptères radiocommandés indoor

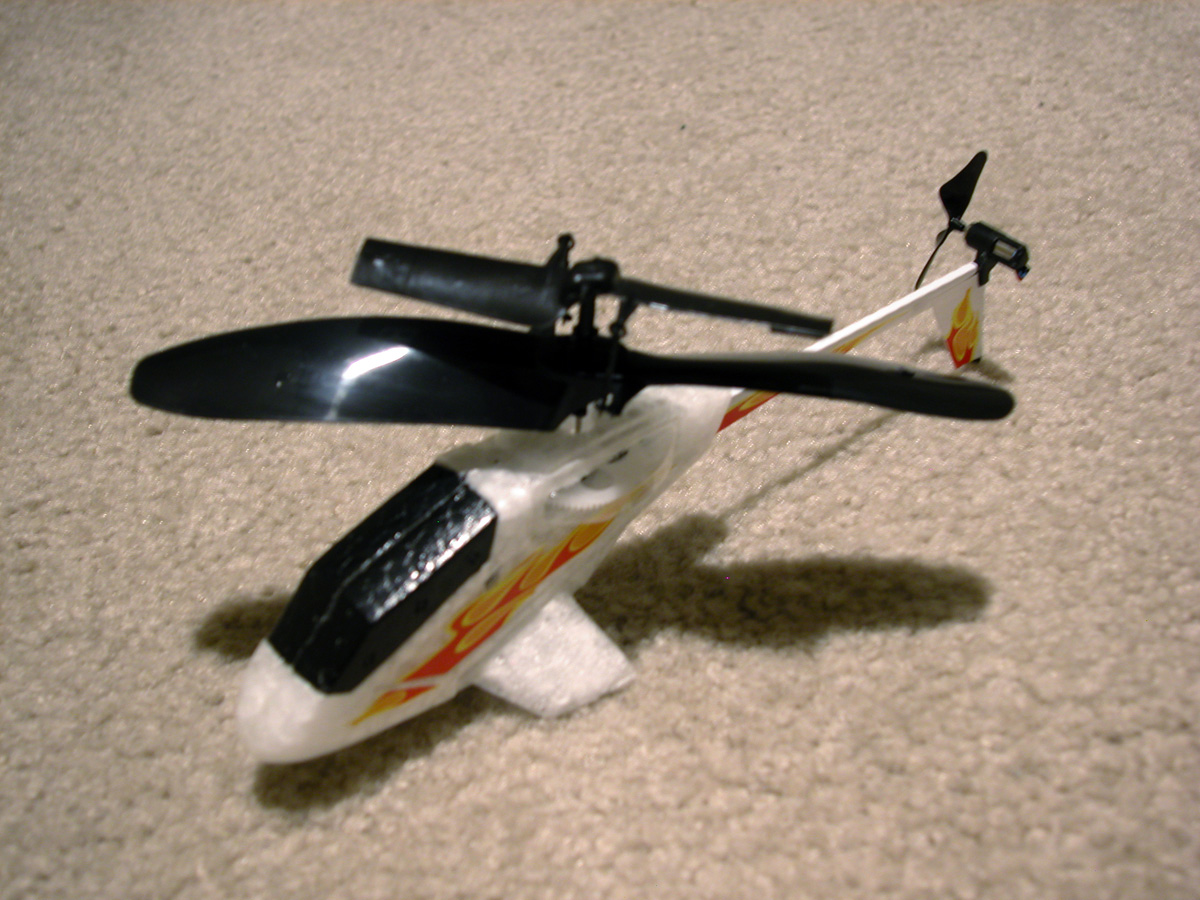
Le Picoo Z, le plus petit hélicoptère radiocommandé au monde.

De petits hélicoptères sont capables de voler dans un espace réduit comme une maison ou un appartement. À titre d'exemple, le Micro hélicoptère R/C 2 axes, type Picoo Z pèse moins de 10 g et ne dépasse pas 17 cm de long. Son pilotage est facilité par un système de stabilisation gyroscopique. Il ne peut toutefois pas voler par vent fort.
- Micro 47G

## Principaux records du monde
Source : Records du monde en aéromodélisme, Fédération Aéronautique internationale.

### Avion à l'énergie solaire
Un précédent record mondial en temps et en distance à l'énergie solaire a été effectué le 15 juillet 2014 par Roger Thierry et Patrick Vallet en 4 h 55 sur une distance de 130 km. La construction de l'aile solaire a été mise au point après de nombreux essais et diverses méthodes pour allier légèreté et puissance.
Deux nouveaux records ont été établis le 7 juillet 2015 à Éole-en-Beauce (Eure-et-Loir) par Patrick Vallet, Jean-François Allais et Michel Ozog en 8 h 30 pour une distance de 257 km.

### Planeur radiocommandé

#### Gain d'altitude
Le record du monde de gain d'altitude par un planeur a été établi le 19 juillet 2003 à Saint-Vincent-les-Forts avec une altitude de 2 068 m. Le précédent record datait du 11 juin 1982. Il a été effectué par Jack R. Hiner (États-Unis) avec 1 950 m d'altitude. Ce nouveau record a été battu en pilotant le planeur depuis un parapente biplace. Deux essais ont été réalisés. Les pilotes de parapente étaient Frédéric Jacques et Gabriel Galtier et les pilotes du modèle réduit étaient Frédéric Jacques et Olivier d'Apuzzo. Le planeur était un ASW22 de 4 m d'envergure.

#### Durée de vol
Le record du monde de durée de vol par un planeur a été établi le 9 septembre 2001 par Nicholas Shaw, avec un vol plané de 36 heures 3 minutes et 19 secondes, entre les villes de Ivinghoe Beacon et Buckinghamshire, au Royaume-Uni.

#### Distance
Le record du monde de distance de vol par un planeur a été établi le 23 juillet 1979 par Eduard Svoboda, avec un vol de 716,10 km, près de la ville de Louny, en Tchécoslovaquie.

#### Vitesse moyenne
Le record du monde de vitesse moyenne par un planeur a été établi le 20 juillet 1991 par Klaus Kowalski, avec un vol de 239,70 km/h, entre les villes de Bottrop et Sterkrade en Allemagne.

### Avion radiocommandé

#### Distance
Le record du monde de durée de vol par un avion motorisé, en circuit fermé a été établi le 3 août 1998 par Maynard S. Hill, avec un vol de 1 300 km, près de la ville de Hagerstown, aux États-Unis.

#### Vitesse moyenne
Le record du monde de vitesse moyenne par un avion motorisé par réacteur, en vol circulaire a été établi le 6 décembre 1971 par Leonid Lipinski, avec un vol de 395,64 km/h.

#### Gain d'altitude
Le record du monde de gain d'altitude par un avion motorisé a été établi le 6 septembre 1970 par Maynard S. Hill, avec un gain de 8 205 m, près de la ville de Dahlgren aux États-Unis.

#### Durée de vol
Le record du monde de durée de vol par un avion motorisé en vol libre a été établi le 11 août 2003 par les pilotes Maynard S. Hill, Barrett J. Foster et David G. Brown, avec un vol de 86 h 52 min 19 s, entre les villes de Cape Spear au Canada et Mannin Beach, en Irlande.

### Hélicoptère radiocommandé

#### Distance
Le record du monde de durée de vol par un hélicoptère, en ligne droite, a été établi par Michael Farnan le 2 juin 1996, avec un vol de 134,10 km, entre les villes de Yatpool et Gama, en Australie.

#### Vitesse
Le record du monde de vitesse moyenne par un hélicoptère a été établi le 23 septembre 2006 par Mikhail Mukhin, avec un vol de 145 km/h dans la ville de Mytischy (près de Moscou), en Russie.

#### Gain d'altitude
Le record du monde de gain d'altitude par un hélicoptère a été établi le 12 avril 1992 par Jean-Philippe Allogne, avec un gain de 2 940 m, près de la ville de Blagnac en France.

#### Durée de vol
Le record du monde de durée de vol par un hélicoptère a été établi le 2 février 2001 par les pilotes Vladimir Bulatnikov, Yuri Bazanov et Alexander Orlov, avec un vol de 5 h 59 min 51 s, près de Moscou, en Russie.

## Aéromodélisme en France
En 2015, la Fédération française d'aéromodélisme (FFAM) enregistre 27 795 licenciés contre 24 007 licenciés en 2019, soit une baisse de 14 %. Les contraintes administratives assimilant le modélisme à l'utilisation de drones et nécessitant un enregistrement des modèles réduits à la suite de la loi no 2016-1428 du 24 octobre 2016 relative au renforcement de la sécurité de l'usage des drones civils, découragent les vocations.

## Principales associations
- Fédération française d'aéromodélisme
- Fédération belge d'aéromodélisme
- Fédération suisse de modélisme
- Fédération canadienne d'aéromodélisme